# RV Ocean Starr
Le RV Ocean Starr est un navire océanographique maintenant exploité par Stabbert Maritime depuis 2011. Il a d'abord été la propriété de l'United States Fish and Wildlife Service (USFWS) sous le nom de BCF David Starr Jordan, de 1966 à 1970, avant d'être transféré à la National Oceanic and Atmospheric Administration (NOAA) opérant sous le nom de NOAAS David Starr Jordan (R 444) de 1970 à 2010.

## Construction
David Starr Jordan a été construit comme chalutier pour le US Fish and Wildlife Service par la Christy Corporation à Sturgeon Bay, dans le Wisconsin. Il a été lancé le 19 décembre 1964, livré le 5 novembre 1965 et mis en service le 8 janvier 1966 par le Bureau des pêches commerciales du Fish and Wildlife Service sous le nom de BCF David Starr Jordan lors d'une cérémonie à San Diego en Californie.

## R/V Ocean Starr
La Stabbert Marine de Seattle (État de Washington) a acheté le navire, l'a rénové et l'a mis en service en tant que navire de recherche privé, sous le nom de RV Ocean Starr. Classé par l'American Bureau of Shipping (en) (Bureau américain des transports maritimes) comme navire de recherche océanographique, Ocean Starr est issue de sa rénovation avec six espaces de laboratoire d’une surface totale combinée de 322 m² et une surface de pont de 509 m² sur son pont principal et 274 m² au niveau 01, un treuil pour système CTD, un treuil hydraulique, un châssis en poupe en A et une grue à flèche télescopique de 15,2 mètres avec une capacité de levage de 5,37 tonnes. Il peut transporter 50 000 gallons américains (189 271 litres) de carburant, 410 gallons américains (1 552 litres) d'huile de graissage et 8 000 gallons américains (30 283 litres) d' eau potable. Il possède des aquariums à température contrôlée, des puits pour échantillons vivants, un congélateur, une chambre noire, un laboratoire informatique et une chambre d'observation sous-marine à l'avant et à bâbord permettant au personnel embarqué d'étudier le comportement des poissons en mer. Son hébergement est prévu pour ses huit à dix membres d'équipage et jusqu'à 23 à 25 scientifiques embarqués comprend 19 cabines.
De son port d'attache à Seattle, Ocean Starr est opéré pour Stabbart Maritime par Ocean Services, Inc. Il opère dans l'océan Pacifique, parfois en charter avec la NOAA. Entre autres tâches, il continue à mener des campagnes CalCOFI  et à accueillir des enseignants participant au programme Teacher at Sea de la NOAA .
En mai 2013, il a organisé une croisière annuelle du National Marine Fisheries Service sur la côte ouest des États-Unis pour enquêter sur les populations d'ichtyoplancton (en) , de krill, de méduses, de calmars et d'autres espèces marines. Le 23 juillet 2015, avec le principal océanographe de The Ocean Cleanup et 15 chercheurs et citoyens scientifiques à son bord, il a quitté San Francisco, en Californie, pour opérer comme l’un des quelque 30 navires ayant participé à la Mega Expedition, en qui ont parcouru près de 3.500.000 km² de l'océan Pacifique dans le but de collecter en trois semaines plus d'échantillons de plastique que ceux rassemblés au cours des 40 années précédentes. À l'automne 2015, il a mené une enquête parrainée par le gouvernement du Mexique sur les Marsouins du golfe de Californie, en voie de disparition au large des côtes du Mexique. En juillet 2017, des scientifiques de l'Institut d'études géologiques des États-Unis ont passé 21 jours à bord d'Ocean Starr pour collecter des images du système de failles Queen Charlotte-Fault (en) au sud-est de l'Alaska.